# Concilie van Trullo

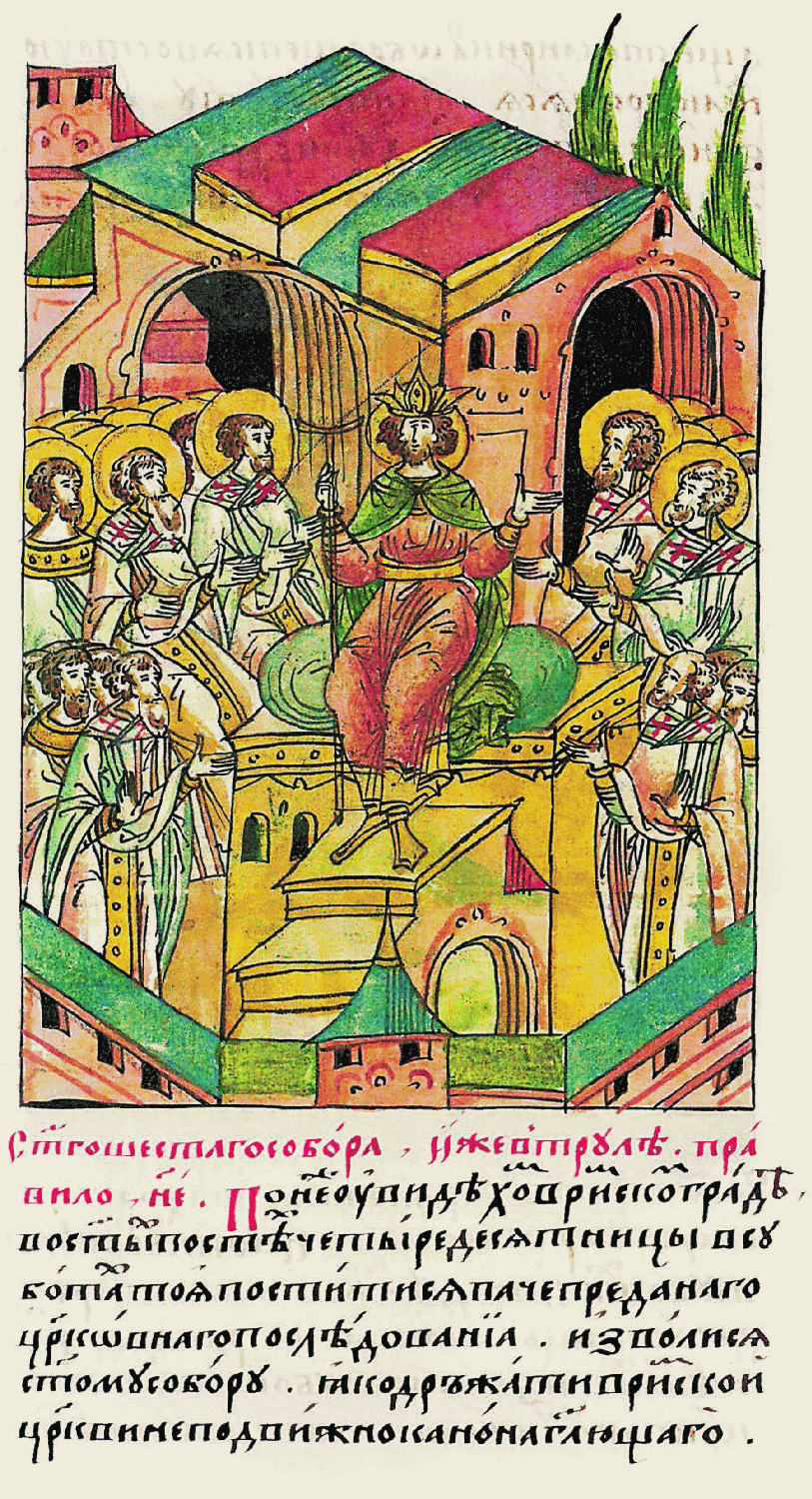

Het Concilie van Trullo is een concilie dat in 692 in Constantinopel plaatsvond onder het keizerschap van Justinianus II Rhinotmetos. Het wordt ook het Quinisextum (vijfde-zesde) genoemd omdat het de voortzetting was van de twee vorige oecumenische concilies; het vijfde in 553 en het zesde in 681. De naam trullo verwijst naar het kegelvormig dak van de zaal in het Keizerlijk Paleis waar het congres doorging.
Het concilie werd bijgewoond door 215 bisschoppen, allen uit het Byzantijnse Rijk. Drie canons van het Quinisextum hebben betrekking op de gewijde kunst. Canon 73 verbiedt het afbeelden van het kruis op de grond.
Canon 82 is de belangrijke omdat hij de kijk van de Kerk op de icoon verduidelijkt.
Canon 95 heeft betrekking op de voorwaarden waaronder gelovigen van ketters geachte bewegingen als het arianisme en het valentinianisme toegelaten kunnen worden tot de orthodoxe kerk.